# Gouvernement Rivero II
 Îles Canaries
Rivero I Clavijo I
Le gouvernement Rivero II est le gouvernement des îles Canaries entre le 11 juillet 2011 et le 10 juillet 2015, durant la VIIIe législature du Parlement des Canaries. Il est présidé par Paulino Rivero.

## Composition
| Fonction                                                                               | Titulaire | Titulaire                                             | Parti |
| -------------------------------------------------------------------------------------- | --------- | ----------------------------------------------------- | ----- |
| Président du gouvernement                                                              |           | Paulino Rivero Baute                                  | CC    |
| Vice-président Conseiller à l'Éducation, à l'Enseignement supérieur et à la Durabilité |           | José Miguel Pérez García                              | PSOE  |
| Conseiller à l'Économie, aux Finances et à la Sécurité                                 |           | Javier González Ortiz                                 | CC    |
| Conseiller à la Présidence, à la Justice et à l'Égalité                                |           | Francisco Hernández Spínola                           | PSOE  |
| Conseiller à l'Agriculture, à l'Élevage, à la Pêche et aux Eaux                        |           | Juan Ramón Hernández Gómez                            | CC    |
| Conseillère à la Culture, aux Sports, aux Politiques sociales et au Logement           |           | Inés Nieves Rojas de León                             | CC    |
| Conseillère à l'Emploi, à l'Industrie et au Commerce                                   |           | Margarita Isabel Ramos Quintana (jusqu'au 04/01/2013) | Sans  |
| Conseillère à l'Emploi, à l'Industrie et au Commerce                                   |           | Francisca Luengo Orol                                 | PSOE  |
| Conseiller aux Travaux publics, aux Transports et à la Politique territoriale          |           | Domingo Berriel Martínez                              | CC    |
| Conseillère à la Santé                                                                 |           | Brígida Mendoza Betancor                              | CC    |